# Närmstbergets naturreservat
Närmstbergets naturreservat är ett naturreservat i Lycksele kommun i Västerbottens län.
Området är naturskyddat sedan 2022 och är 196 hektar stort. Reservatet ligger norr om Umgransele och består av talldominerad barrblandskog, mindre våtområden och en del av sjön Långtjärnen.